# Taxus floridana
Taxus floridana là một loài thực vật hạt trần trong họ Taxaceae. Loài này được Nutt. ex Chapm. mô tả khoa học đầu tiên năm 1860.